# Гидроксид никеля(I)
Гидроксид никеля(I) — неорганическое соединение, гидроксид металла никеля с формулой NiOH,
тёмно-синий осадок,
не растворяется в воде.

## Получение
- Разложение щелочами соединения HN(SO3H)(SO3)Ni.

## Физические свойства
Гидроксид никеля(I) образует тёмно-синий осадок, который легко выветривается на воздухе.

## Химические свойства
- Реагирует с сульфидами щелочных металлов::

{\displaystyle {\mathsf {2NiOH+K_{2}S\ {\xrightarrow {}}\ Ni_{2}S+2KOH}}}
- Реагирует с цианидами щелочных металлов с образованием трицианоникелатов:

{\displaystyle {\mathsf {NiOH+3KCN\ {\xrightarrow {}}\ K_{2}[Ni(CN)_{3}]+KOH}}}